# Iván Simonyi
Iván Simonyi von Simony und Varsány (* 15. Dezember 1838 in Simony, Komitat Bars; † 2. Juli 1904 in Pozsony) war ein ungarischer Rechtsanwalt, Schriftsteller und Abgeordneter des ungarischen Reichstags.

## Leben
Simonyi begann zunächst ein Jurastudium in Wien, unterbrach dieses jedoch und wurde Soldat im Husarenregiment Nr. 5. 1861 beendete er seine militärische Laufbahn als Offizier und setzte sein Studium in Pest fort. Anschließend ließ er sich in Pozsony nieder und war 1872 Mitbegründer des Westungarischen Grenzboten. 1878 wurde er Reichstagsabgeordneter für den Wahlkreis Galánta im Komitat Pozsony und erlangte 1881 und 1886 einen Sitz für den Wahlkreis Magyaróvár im Komitat Moson. Im Jahr 1883 war er Mitgründer der Nationalen Antisemitischen Partei.

## Werke (Auszug)
- Der Judaismus und die parlamentarische Komödie